# Hoplias aimara
Hoplias aimara (лат.) — вид пресноводных рыб семейства Erythrinidae, обитающий в реках Южной Америки.

## Описание
Рыбы с цилиндрическим телом, высота которого больше ширины. Длина до 624 мм. На срединной части внутренней поверхности жаберной крышки имеется вертикально вытянутое темное пятно.

## Экология
Молодые особи всеядны, взрослые питаются рыбой, реже крабами, игуанами и птицами.
Рыба этого вида накапливает высокие концентрации ртути, что сказывается на здоровье людей, использующих её в пищу. Является биоиндикатором накопления ртути в пищевых цепях.